# فاليريوس سيفيروس
فلافيوس فاليريوس سيفيروس هو إمبراطور روماني من سنة 306 إلى سنة 307. أعلنه غاليريوس كإمبراطور في الغرب اعتراضا على تنصيب قسطنطين الأول كإمبراطور في الغرب. في نفس تلك الفترة أعلن مكسيميانوس الذي عاد من تقاعده كإمبراطور ابنه مكسنتيوس كإمبراطور مما ادى إلى اعتراض غاليريوس ليرسله من ميديولانوم إلى روما لمواجهة مكسينتيوس وبمؤامرة بينه وبين والده تمكن من محاصرته والتغلب عليه مستعيناً بالحرس البريتوري ليهرب إلى رافينا وتختلف المصادر إذا ما كان قد قتل أو اجبر على الانتحار بعد وصول قوات مكسميان اليه.